# 翡翠絲帶運動
翡翠絲帶運動（英語：Jade Ribbon Campaign），是由亞洲肝病中心於2001年五月於美國斯坦福大學發起的一個運動，目的是向亞太地區的居民普及有關乙型肝炎以及肝癌的知識。

## 目標
翡翠絲帶運動的目標有兩個：
- 全球消除乙型肝炎。
- 降低由肝癌的發生率以及死亡率

## 參看
- 乙型肝炎
- 乙肝歧視
- 肝癌

## 外部連結
- 翡翠丝带----对抗乙型肝炎[永久]

与翡翠丝带同行==慢乙肝患者关爱活动 （页面存档备份，存于）